# Линк, Шарлотта
Шарлотта Линк (нем. Charlotte Link; род. 5 октября 1963, Франкфурт-на-Майне, ФРГ) — современная немецкая писательница, одна из самых издаваемых в Германии в настоящее время.

## Жизнь и творчество
Шарлотта Линк родилась в семье писательницы Альмут Линк. Среднее образование получила в городке Узинген. Отец девушки был судьёй в земельном суде, и — следуя семейной традиции — Шарлотта поступает на юридический факультет университета во Франкфурте-на-Майне, где проучилась три года. Ещё одной причиной выбора юридического образования было желание компетентно участвовать в борьбе в защиту животных. В 1986 году Ш.Линк переезжает в Мюнхен, где изучает литературу и историю.
Писать художественную прозу Ш.Линк начала в 16 лет, её первое произведение вышло из печати, когда писательнице исполнилось 19. Как автор она наиболее известна в создании романов по тематике «общественная драма» и «психологический триллер». Среди наиболее известных её произведений следует отметить трилогию «Время бури» (Sturmzeit), впоследствии экранизированную как сериал из пяти частей на немецком телеканале ZDF. Роман «Хозяйка розария» (Die Rosenzüchterin), созданный в 2000 году, несколько недель возглавлял список бестселлеров журнала «Spiegel». Роман «Конец молчания» в 2004 году был номинирован по категории беллетристика на Германскую национальную книжную премию. В 2007 писательница за свой вклад в современную немецкую литературу была награждена премией «Золотое перо» (Goldene Feder).
По мотивам романов Шарлотты Линк на различных немецких телеканалах в период с 1999 по 2018 год были сняты более двух десятков фильмов и сериалов. Общий тираж вышедших из печати её произведений превышает 20 миллионов экземпляров.
Писательница является активистом движения по защите прав животных, в помощь бездомным уличным животным в Турции и в Испании.

## Романы (избранное)
- «Сон Кромвеля, или прекрасная Елена» (Cromwells Traum oder Die schöne Helena), 1985
- «Если любовь не кончается» (Wenn die Liebe nicht endet), 1986
- «Звёзды Мармалона» (Die Sterne von Marmalon), 1987
- «Запретные пути» (Verbotene Wege), 1987
- «Игра теней» (Schattenspiel), 1993
- «Грехи ангелов» (Die Sünde der Engel), 1996
- «Почитатель» (Der Verehrer), 1998
- «Дом сестёр» (Das Haus der Schwestern), 1999
- «Заблуждение» (Die Täuschung), 2002
- «Конец молчания» (Am Ende des Schweigens), 2003
- «Незнакомец» (Der fremde Gast), 2005
- «Остров» (Die Insel), 2006
- «Эхо вины» (Das Echo der Schuld), 2006
- «Последний след» (Die letzte Spur), 2008
- «Другой ребёнок» (Das andere Kind), 2009
- «Наблюдатель» (Der Beobachter), 2011
- «В долине лиса» (Im Tal des Fuchse), 2012
- «Обманутая» (Die Betrogene), 2015
- «Решение» (Die Entscheidung), 2016
- «Искания» (Die Suche), 2018

Sturmzeit-трилогия:
- «Время бури» (Sturmzeit), 1989
- «Дикие лупины» (Wilde Lupinen), 1992
- «Час наследников» (Die Stunde der Erben), 1994

Автобиографическое:
- «Шесть лет. Прощание с сестрой» (Sechs Jahre. Der Abschied von meiner Schwester). Blanvalet, München 2014, ISBN 978-3-7645-0521-9

Библиотека для детей и юношества:
- «Таинственная шпионка» (Die geheimnisvolle Spionin), 1990, переиздано: Mitternachtspicknick, 2010
- «Бриллианты прекрасной Иоанны» (Die Diamanten der schönen Johanna), 1990 / переиздано: Diamantenraub, 2010
- «Снег с ясного неба» (Schnee aus heiterem Himmel), 1991 / переиздано: Mondscheingeflüster, 2010